# Кокорудз Іванна Йосипівна
Іванна Йосипівна Кокорудз  (до шлюбу Чачковська; 1869, Станиславів — 1944, Львів) — українська галицька педагогиня.

## Життєпис
Дочка директора ґмінної реальної школи у Станиславові Йосипа Чачковського, сестра Лева Чачковського.
Іванна Чачковська в 1892 році одружилася з Іллею Кокорудзом та переїхала з ним 1895 року до Львова. Тут працювала учителькою народної школи, була головою «Товариства руських женщин» (з 1932 року — «Союз українок»), яке займалось активізацією жіночого руху, поглибленням їхньої освіти, організовувало святкові вечори для дітей, зокрема, святкування Дня святого Миколая. Разом з чоловіком на свої вчительські гроші заклала «Фундацію Іллі й Іванни Кокорудз», що сприяла розвитку українського шкільництва, анонімно надаючи допомогу коштами, одягом бідним учням, студентам. Після смерті чоловіка в 1933 році, стала виконавицею його заповіту і фактично виключно її стараннями були зведені будівлі школи у Львові і села Дора у передгір'ях Карпат.

Барельєф фундаторам школи № 5

З фундації подружжя збудували будівлю Дівчачих приватних гімназійних курсів «Рідної школи», реорганізованої у Приватну Дівочу гімназію «Рідної школи», якій 8 вересня 1934 року присвоїли ім'я Іванни та Іллі Кокорудзів, а за часів СРСР перетворили на російськомовну школу № 5.
Після смерті чоловіка завершила до 1938 року обладнання школи в Дорі неподалік Яремча, опіку над якою виконували ченці студити.
Вже україномовній Львівській середній спеціалізованій загальноосвітній школі № 5 повернули 1996 року назву імені Іванни та Іллі Кокорудзів (нині Ліцей №5 імені Іванни та Іллі Кокорудзів Львівської міської ради).
Похована на Личаківському цвинтарі у Львові.